# Аскеров, Джахангир Джалал оглы
Джахангир Джалал оглы Аскеров (азерб. Cahangir Calal oğlu Əsgərov) (род. 11 июля 1950, Баку, Азербайджанская ССР, СССР) — президент ЗАО «Азербайджанские авиалинии» (2008 — 2023). Заслуженный пилот Азербайджана (2011).   

## Биография
Джахангир Аскеров  родился 11 июля 1950 года в Баку в семье служащего. В 1970 году начал трудовую деятельность в Бакинском объединенном авиационном отряде Азербайджанского управления гражданской авиации. После окончания Кременчугского училища гражданской авиации по специальности «пилот» в 1972 году, был направлен в Черкасский объединенный авиационный отряд Украинского управления гражданской авиации на должность второго пилота самолета Ан-2. 
В том же году был переведен в Забратский объединенный авиационный отряд Азербайджанского управления гражданской авиации, где до 1977 года выполнял полеты в качестве командира эскадрильи, заместителя командира летного отряда. В 1978 — 1980 годах работал в должности командира Евлахского объединенного авиационного отряда — начальника аэропорта Азербайджанского УГА.
В 1980 году окончил Академию гражданской авиации СССР по специальности «инженер-пилот». 
В 1980 — 1981 годах работал пилотом-инструктором самолета Ан-2 в учебно-тренировочном отряде Азербайджанского управления гражданской авиации. В 1981 — 1984 годах выполнял полеты в качестве второго пилота самолета Ту-134 в Бакинском объединенном авиационном отряде. В 1984 — 1988 годах работал на должности командира самолета Ту-134, заместителя командира авиаэскадрильи. С 1988 года назначен на должность командира эскадрильи самолетов данного типа.
С 1991 года по 1993 год занимал пост президента Профсоюза ассоциации летного состава Азербайджана, затем председателя Азербайджанского республиканского комитета профсоюза авиаработников.
В 1993 — 1996 годах являлся генеральным представителем государственного концерна «Азербайджанские авиалинии» в Турции. 15 июля 1996 года был назначен на должность генерального директора госконцерна «Азербайджанские авиалинии».
Президент ЗАО «Азербайджанские авиалинии» (1 мая 2008 — 1 сентября 2023)
В 2004 году защитил кандидатскую диссертацию. Кандидат технических наук. Действительный член Международной инженерной академии.

## Награды и звания
- Орден «Честь» (11 июля 2020 года,  за  особые заслуги в развитии гражданской авиации в Азербайджане)[2][3].
- Орден «Слава» (10 июля 2010 года, за заслуги в развитии гражданской авиации в Азербайджане)[4][5].
- Заслуженный пилот Азербайджана (31 мая 2011 года, за заслуги в развитии гражданской авиации в Азербайджане)[6].
- Орден Дружбы (24 декабря 2007 года, Россия, за большой вклад в развитие российско-азербайджанского экономического сотрудничества и укрепление связей в области гражданской авиации между Российской Федерацией и Азербайджанской Республикой)[7].
- Орден князя Ярослава Мудрого V степени (20 ноября 2004 года, Украина, за значительный личный вклад в развитие сотрудничества между Украиной и Азербайджанской Республикой в области авиационного транспорта)[8][9][10].
- Орден Чести (13 ноября 2013 года, Грузия, за вклад в развитие сотрудничества между Грузией и Азербайджанской Республикой в области авиации).
- Медаль «За заслуги в области Гражданской Авиации» (10 мая 2018 года).
- Юбилейная медаль «75 лет (1938 — 2013) Гражданской Авиации Азербайджанской Республики» (2 июня 2014 года, за заслуги в области гражданской авиации).
- Золотая медаль академии «Инженерная доблесть» (2015 год, Азербайджан), за заслуги в области гражданской авиации в стране)[11].